# Chapelle blanche (Karnak)
Pour les articles homonymes, voir Chapelle-Blanche.
La chapelle blanche de Sésostris Ier est l'un des plus anciens monuments du temple d'Amon à Karnak. Elle est en calcaire blanc, finement ciselé. Elle comporte quatre piliers intérieurs entourés par un péristyle de douze piliers et sa décoration représente la fête-Sed de Sésostris Ier. Des traces de peinture jaune subsistent sur la corniche, du rouge, du bleu et du blanc sur les hiéroglyphes. On ne peut savoir si les reliefs et le reste du temple étaient peints, puisque très peu de pigments y furent retrouvés. On peut observer sur sa base la liste complète des nomes d'Égypte.
Les piliers mesurent 2,6 m de hauteur pour 60 cm de côté. Le podium sur lequel reposent les colonnes mesure 1,2 m de hauteur, 6,8 m de long pour 6,5 m de large.
À l'origine, le kiosque a dû servir lors des cérémonies de la fête-Sed, le roi s'asseyant au centre, sur un double trône. Des trous dans le sol, entre les quatre piliers centraux, indiquent l'utilisation de perches qui devaient supporter un rideau, afin de masquer le roi lors des cérémonies. Un spécialiste[Qui ?] a suggéré qu'après la fin des fêtes, des statues du roi auraient pu être placées dans le kiosque, sur un double trône.
Plus tard, sous Amenemhat III ou Amenemhat IV, le kiosque fut converti en reposoir pour la barque. C'est à cette époque que, probablement, fut installé l'autel de granit rose que l'on peut observer aujourd'hui. Malgré son changement de fonction, la chapelle resta probablement au même endroit ; c'est ainsi qu'elle fut englobée dans la cour des fêtes de Thoutmôsis III. Avec d'autres éléments de cette cour, la chapelle fut démantelée à l'époque d'Amenhotep III, les blocs furent réutilisés comme matériaux de construction pour les fondations du troisième Pylône.

Chapelle blanche
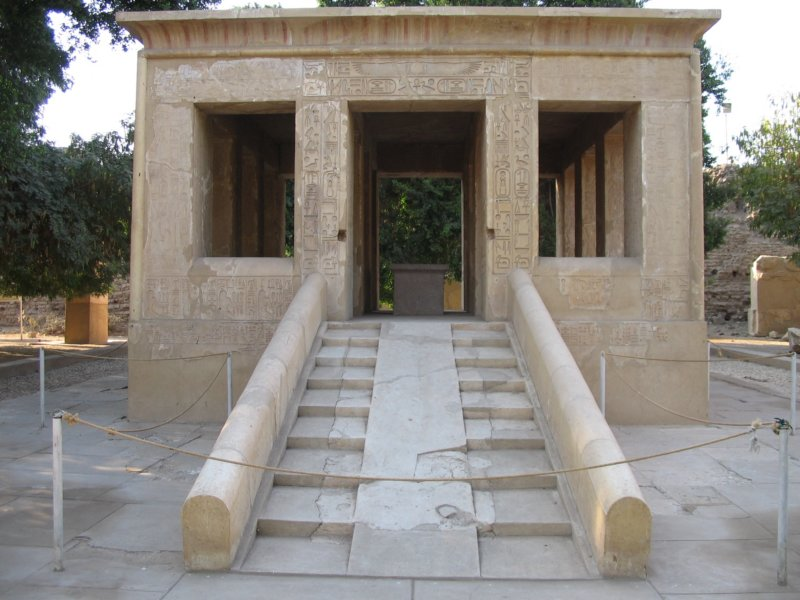
Vue de la chapelle blanche de Sésostris Ier
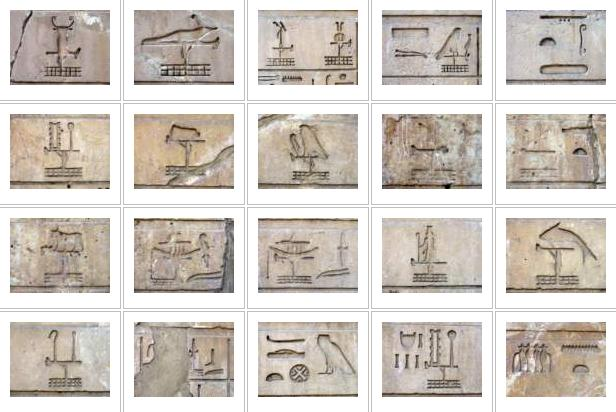
Aperçu des nomes